# Yupiltepeque
Yupiltepeque est une ville du Guatemala dans le département de Jutiapa.